# 辛蒂·海德-史密斯
辛蒂·海德-史密斯（英語：Cindy Hyde-Smith；1959年5月10日—），是一位美國共和黨政治人物，自2018年4月擔任密西西比州聯邦參議員。此前，她曾出任密西西比州農業和商業專員和密西西比州参议院議員。
海德-史密斯於布魯克黑文出生，在科皮亞-林肯社區學院和南密西西比大學畢業。1999年，她當選為密西西比州参议院第三十九選區議員，任職三屆，並曾擔任農業委員會主席；到2010年海德-史密斯因為自己的保守主義觀點從民主黨轉投共和黨。
2011年海德-史密斯當選為密西西比州農業和商業專員，成為首位出任此公職的女性；2018年3月21日，州長州長菲尔·布莱恩特宣布他打算提名海德-史密斯填補前聯邦參議員泰德·柯克蘭的空缺，於2018年4月9日宣誓就職，正式成為密西西比州第一位女性聯邦國會代表。
其后海德-史密斯在2018年补选中胜出，继承柯克蘭到2021年为止的余下任期。

## 延伸閱讀
- Background and collected news at The Washington Post
- 美國國會國家人物傳記大辭典中的傳記
- 由華盛頓郵報維護的投票記錄
- 智慧投票计划中的傳記、投票紀錄及利益集團評級
- Congressional profile at GovTrack
- Congressional profile at OpenCongress
- Issue positions and quotes at On the Issues
- Financial information at OpenSecrets.org
- Staff salaries, trips and personal finance at LegiStorm.com
- 聯邦選舉委員會中的競選財務報告和數據
- Appearances on C-SPAN programs
- Collected news and commentary at The New York Times
- Works by or about 辛蒂·海德-史密斯 in libraries (WorldCat catalog)
- Profile at Ballotpedia

## 外部連結
- 辛蒂·海德-史密斯 （页面存档备份，存于）參議院官方網站
- 辛蒂·海德-史密斯參議員競選網站 （页面存档备份，存于）
- 中的“辛蒂·海德-史密斯”
- 美國國會國家人物傳記大辭典中的傳記
- 由華盛頓郵報維護的投票記錄
- 智慧投票计划中的傳記、投票紀錄及利益集團評級
- MDAC專員傳記官方政府網站存檔
- 州治貨幣國家學會（英语：National Institute on Money in State Politics）的財務數據 （页面存档备份，存于）

| 密西西比州参议院       | 密西西比州参议院                                          | 密西西比州参议院       |
| ---------------------- | --------------------------------------------------------- | ---------------------- |
| 前任者： W·L·雷伯恩    | 密西西比州參議院第三十九選區 參議院議員 2000年－2012年    | 繼任者： 莎莉·多蒂     |
| 官衔                   |                                                           |                        |
| 前任者： 萊斯特·斯佩爾 | 密西西比州農業和商業專員 2012年－2018年                   | 繼任者： 安迪·吉普森   |
| 美国参议院             |                                                           |                        |
| 前任者： 泰德·柯克蘭   | 密西西比州第2類參議員 2018年－ 與羅傑·威克同時在任        | 現任                   |
| 政党职务               |                                                           |                        |
| 前任者： 泰德·柯克蘭   | 美國參議員密西西比州共和黨提名人 （第2類） 2018年、2020年 | 最新的                 |
| 美國排位名單           |                                                           |                        |
| 前任者： 蒂娜·史密斯   | 美國參議員資歷 第73位                                     | 繼任者： 玛莎·布莱克本 |